# Technical Ecstasy Tour
Technical Ecstasy Tour – druga trasa koncertowa grupy Black Sabbath, obejmująca Europę i Amerykę Północną. W kwietniu 1977 podczas koncertów w Europie Black Sabbath supportowali AC/DC.

## Program koncertów
1. „Supertzar” (wstęp z audio)
2. „Symptom of the Universe”
3. „Snowblind”
4. „All Movings Part the Still”
5. „War Pigs”
6. „Gypsy”
7. „Megalomania”
8. „Black Sabbath”
9. „Dirty Women”
10. Drum Solo
11. Instrumental band jam
12. Guitar Solo
13. „Rock'N'Roll Doctor”
14. „Electric Funeral”
15. „Bassically” Bass Solo
16. „N.I.B.”
17. „Iron Man”
18. „Fairies Wear Boots”
19. „Embryo"/"Children of the Grave”
20. „Supernaut"(Intro)/"Paranoid"(bis)\

## Lista koncertów
1. 22 października 1976 – Tulsa, Oklahoma, USA – Tulsa Assembly Center Arena
2. 23 października 1976 – Houston, Teksas, USA – Sam Houston Coliseum
3. 24 października 1976 – San Antonio, Teksas, USA – Convention Center Arena
4. 26 października 1976 – Dallas, Teksas, USA – Dallas Memorial Auditorium
5. 28 października 1976 – Des Moines, Iowa, USA – Veterans Memorial Auditorium
6. 29 października 1976 – Lincoln, Nebraska, USA – Pershing Memorial Auditorium
7. 30 października 1976 – Kansas City, Missouri, USA – Memorial Hall
8. 31 października 1976 – Denver, Kolorado, USA – McNichols Sports Arena
9. Październik lub listopad 1976 – Phoenix, Arizona, USA – Arizona Veterans Memorial Coliseum lub Phoenix Exhibition Hall
10. Październik lub listopad 1976 – Albuquerque, Nowy Meksyk, USA – Albuqerque Civic Auditorium lub Johnson Gymnasium
11. 2 listopada 1976 – San Francisco, Kalifornia, USA – Winterland Ballroom
12. 3 listopada 1976 – Santa Monica, Kalifornia, USA – Santa Monica Civic Auditorium
13. 5 listopada 1976 – San Diego, Kalifornia, USA – San Diego Sports Arena
14. 6 listopada 1976 – Long Beach, Kalifornia, USA – Long Beach Arena
15. 7 listopada 1976 – San Bernardino, Kalifornia, USA – Swing Auditorium
16. 9 listopada 1976 – Fresno, Kalifornia, USA – Selland Arena
17. 11 listopada 1976 – Portland, Oregon, USA – Veterans Memorial Coliseum
18. 12 listopada 1976 – Spokane, Waszyngton, USA – Spokane Coliseum
19. 13 listopada 1976 – Seattle, Waszyngton, USA – Seattle Center Arena
20. 23 listopada 1976 – Knoxville, Tennessee, USA – Knoxville Civic Coliseum
21. 25 listopada 1976 – Charleston, Wirginia Zachodnia, USA – Charleston Civic Center
22. 26 listopada 1976 – Detroit, Michigan, USA – Cobo Center
23. 28 listopada 1976 – Richfield, Ohio, USA – Richfield Coliseum
24. 29 listopada 1976 – Chicago, Illinois, USA – International Amphitheatre
25. 30 listopada 1976 – Kalamazoo, Michigan, USA – Wings Stadium
26. 2 grudnia 1976 – Providence, Rhode Island, USA – Providence Civic Center
27. 3 grudnia 1976 – Boston, Massachusetts, USA – Boston Garden
28. 4 grudnia 1976 – Filadelfia, Pensylwania, USA – Spectrum
29. 6 grudnia 1976 – Nowy Jork, Nowy Jork, USA – Madison Square Garden
30. 8 grudnia 1976 – Pittsburgh, Pensylwania, USA – Pittsburgh Civic Arena
31. 9 grudnia 1976 – Landover, Maryland, USA – Capital Centre
32. 10 grudnia 1976 – Niagara Falls, Nowy Jork, USA – Niagara Falls Convention and Civic Center
33. 11 grudnia 1976 – New Haven, Connecticut, USA – New Haven Coliseum
34. 20 stycznia lub 2 lutego 1977 – Tampa, Floryda, USA – USF Sun Dome lub Tampa Jai-Alai Fronton Hall lub Curtis Hixon Hall
35. 23 stycznia lub 2 lutego 1977 – Miami, Floryda, USA – Miami Jan-Alai Fronton Arena (koncert niepotwierdzony)
36. 25 stycznia 1977 – Birmingham, Alabama, USA – Boutwell Memorial Auditorium
37. 26 stycznia 1977 – Atlanta, Georgia, USA – Omni Coliseum
38. 28 stycznia 1977 – Memphis, Tennessee, USA – Mid-South Coliseum
39. 29 stycznia 1977 – Charlotte, Karolina Północna, USA – Charlotte Coliseum
40. 30 stycznia 1977 – Fayetteville, Karolina Północna, USA – Cumberland County Memorial Arena
41. 4 lutego 1977 – Cincinnati, Ohio, USA – Riverfront Coliseum
42. 6 lutego 1977 – Erie, Pensylwania, USA – Erie County Field House
43. 7 lutego 1977 – Salem, Wirginia, USA – Salem Civic Center
44. 8 lutego 1977 – Columbus, Ohio, USA – Veterans Memorial Auditorium
45. 9 lutego 1977 – Nashville, Tennessee, USA – Nashville Municipal Auditorium
46. 11 lutego 1977 – Terre Haute, Indiana, USA – Hulman Center
47. 13 lutego 1977 – Springfield, Missouri, USA – Hammons Student Center
48. 14 lutego 1977 – Indianapolis, Indiana, USA – Indiana Convention Center
49. 15 lutego 1977 – Fort Wayne, Indiana, USA – Allen County War Memorial Coliseum
50. 16 lutego 1977 – Little Rock, Arizona, USA – Barton Coliseum
51. 18 lutego 1977 – Lexington, Kentucky, USA – Rupp Arena
52. 2 marca 1977 – Glasgow, Szkocja – The Apollo
53. 4 marca 1977 – Newcastle upon Tyne, Anglia – Newcastle City Hall
54. 6 marca 1977 – Stafford, Anglia – New Bingley Hall
55. 7 marca 1977 – Liverpool, Anglia – Liverpool Empire Theatre
56. 9 marca 1977 – Cardiff, Walia – Capitol Theatre
57. 10 marca 1977 – Southampton, Anglia – Southampton Gaumont Theatre
58. 12 marca 1977 – Londyn, Anglia – Hammersmith Odeon
59. 13 marca 1977 – Londyn, Anglia – Hammersmith Odeon
60. 14 marca 1977 – Londyn, Anglia – Hammersmith Odeon
61. 15 marca 1977 – Londyn, Anglia – Hammersmith Odeon
62. 5 kwietnia 1977 – Paryż, Francja – Pavillion de Paris
63. 6 kwietnia 1977 – Colmar, Francja – Colmar Expo Hall
64. 7 kwietnia 1977 – Offenbach, Niemcy – Stadthalle Offenbach (Easter Rock Festival)
65. 9 kwietnia 1977 – Kolonia, Niemcy – Sporthalle (Easter Rock Festival)
66. 10 kwietnia 1977 – Norymberga, Niemcy – Messezentrum (Easter Rock Festival)
67. 11 kwietnia 1977 – Ludwigshafen, Niemcy – Friedrich-Ebert-Halle
68. 13 kwietnia 1977 – Thonex, Szwajcaria – Thonex Party Hall
69. 14 kwietnia 1977 – Zurych, Szwajcaria – Volkshaus
70. 16 kwietnia 1977 – Bruksela, Belgia – Cirque Royal
71. 17 kwietnia 1977 – Amsterdam, Holandia – RAI Arena (koncert niepotwierdzony)
72. 18 kwietnia 1977 – Hamburg, Niemcy – Ernst-Merck-Halle
73. 19 kwietnia 1977 – Kopenhaga, Dania – Falkoner Center
74. 21 kwietnia 1977 – Lund, Szwecja – Olympen
75. 22 kwietnia 1977 – Göteborg, Szwecja – Scandinavium